# Crizbav
Crizbav é uma comuna romena localizada no distrito de Brașov, na região histórica da Transilvânia. A comuna possui uma área de 179.37 km² e sua população era de 2379 habitantes segundo o censo de 2011.